# Wolfgang Reinhart

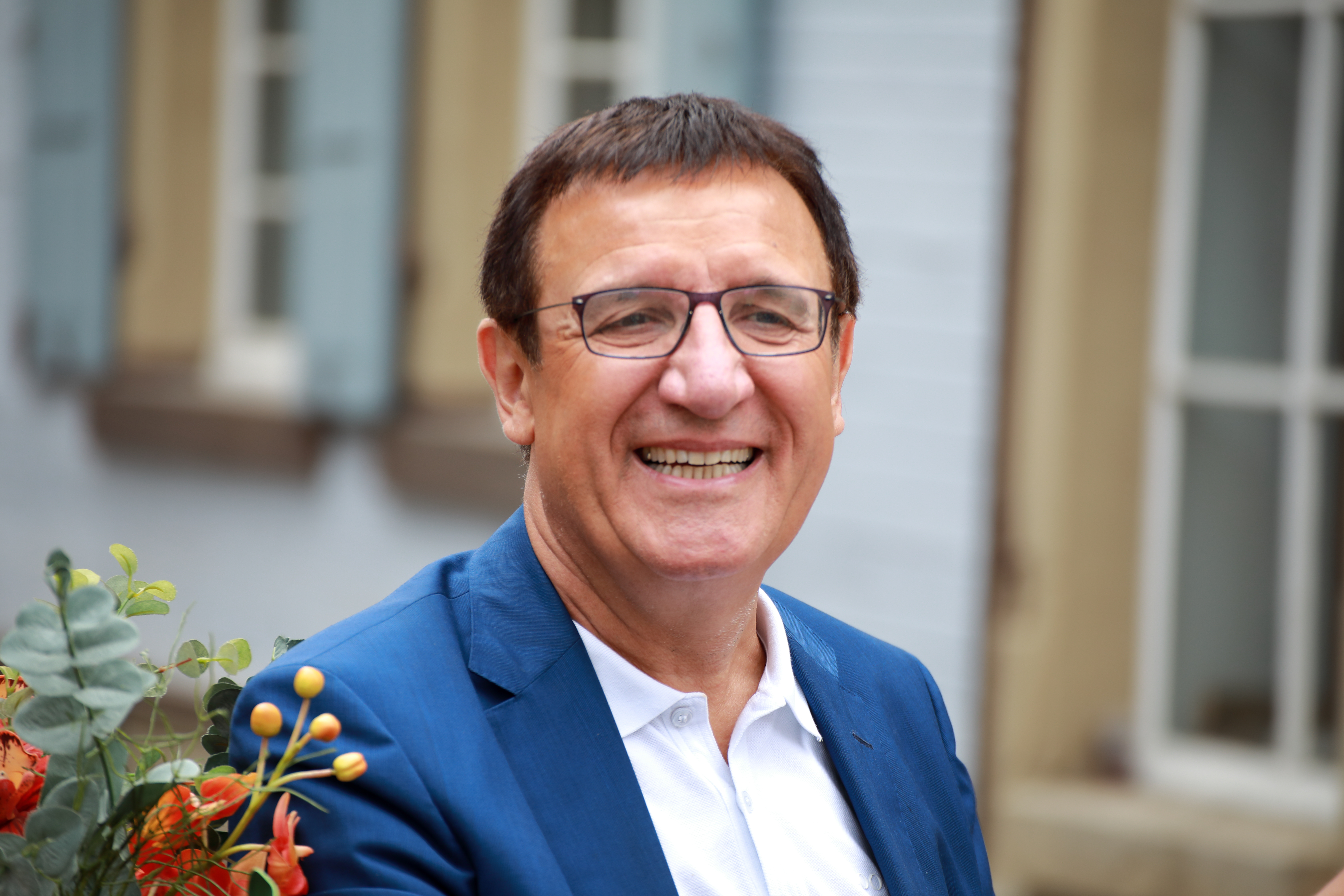
Wolfgang Reinhart (2019)

Wolfgang Reinhart (* 3. Mai 1956 in Bad Mergentheim) ist ein deutscher Politiker (CDU). Von 2005 bis 2011 war er Minister für Bundes-, Europa- und internationale Angelegenheiten sowie Bevollmächtigter des Landes Baden-Württemberg beim Bund, zuvor ab 2004 Staatssekretär im Finanzministerium Baden-Württemberg. Von 2016 bis 2021 war er Vorsitzender der CDU-Fraktion im Landtag von Baden-Württemberg. Seit Mai 2021 ist er Vizepräsident des Landtags.

## Leben

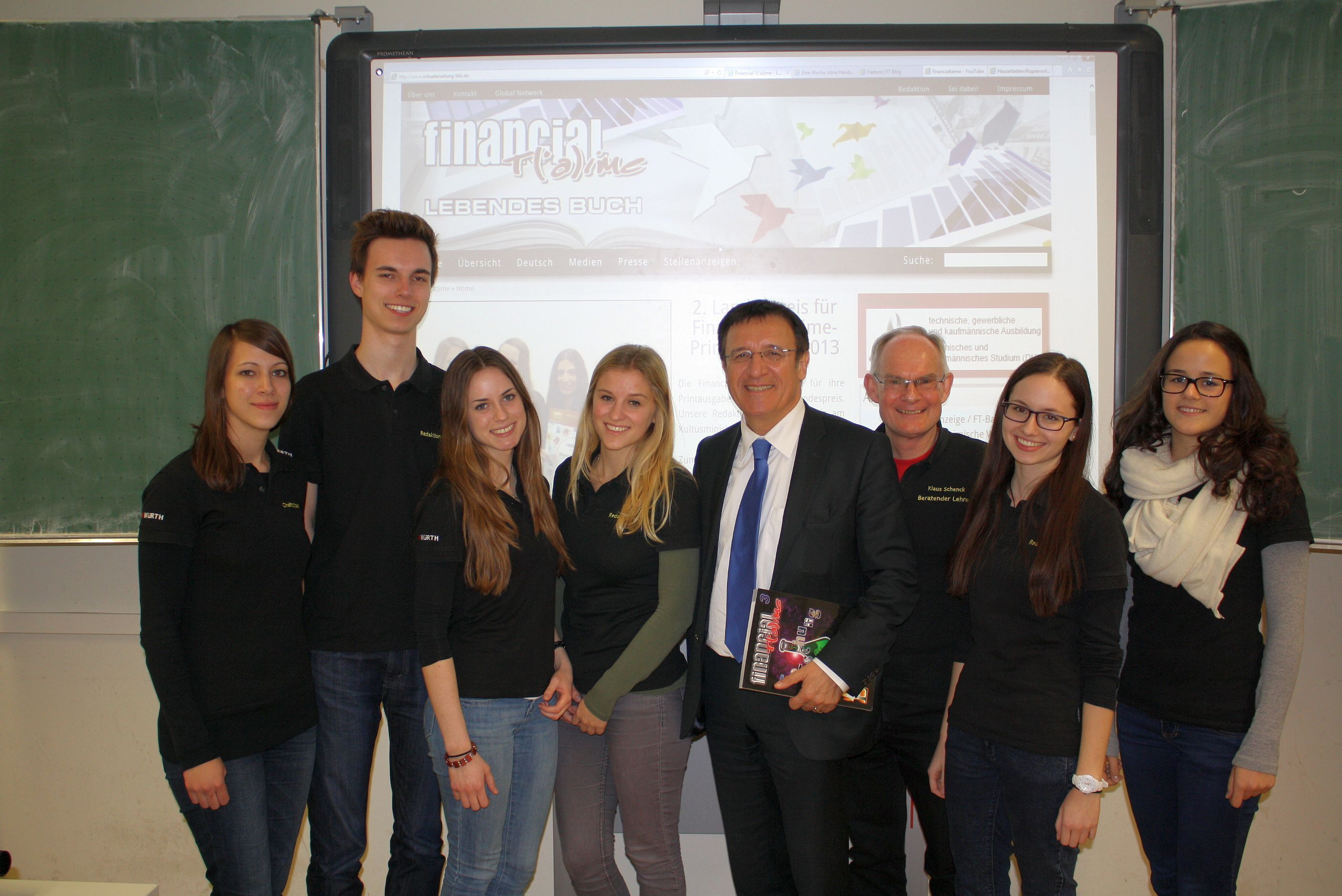
Wolfgang Reinhart besucht Schülerzeitungsredakteure der Financial T(’a)ime an seiner ehemaligen Schule (2014)

Reinhart besuchte die Kaufmännische Schule Tauberbischofsheim und machte dort 1976 sein Abitur am Wirtschaftsgymnasium. Er studierte Jura, Wirtschaftswissenschaften und politische Wissenschaft. Seine erste juristische Staatsprüfung legte Reinhart 1981 ab. Anschließend war er wissenschaftlicher Mitarbeiter an der Universität Mannheim. 1984 erfolgte seine Promotion. Die zweite juristische Staatsprüfung legte Reinhart 1985 ab. Seit 1985 ist er als Rechtsanwalt in Tauberbischofsheim tätig. Daneben war er ab 1987 Lehrbeauftragter für Arbeits- und Wirtschaftsrecht an der Hochschule Heilbronn und ist seit Juni 1998 Honorarprofessor.
Von Juli 2004 bis April 2005 war er Staatssekretär im Finanzministerium Baden-Württemberg, dann wurde er als Nachfolger von Rudolf Köberle im April 2005 Bundesratsminister und Bevollmächtigter des Landes Baden-Württemberg beim Bund mit Stimmrecht in der Regierung, sowie Koordinator der unionsgeführten Bundesländer (B-Länder) in Berlin. Am 4. Juni 2008 wurde Reinhart Minister für Bundes- und Europaangelegenheiten sowie Chef des Staatsministeriums bis Februar 2010, sowie Bevollmächtigter des Landes Baden-Württemberg beim Bund. Am 24. Februar 2010 wurde Reinhart erneut Minister für Bundes-, Europa- und internationale Angelegenheiten und Bevollmächtigter des Landes Baden-Württemberg beim Bund. Gleichzeitig war er bis zum 12. Mai 2011 Koordinator aller 16 Bundesländer im Vermittlungsausschuss in Berlin, sowie zusätzlich Medienminister in den Jahren 2008 bis 2011.
Reinharts politische Karriere begann 1979, als er Mitglied des Kreistags im Main-Tauber-Kreis und des Regionalverbands der Region Heilbronn-Franken wurde. Seit April 1992 ist er ununterbrochen Mitglied des Landtags von Baden-Württemberg; seit 2008 gehört er als Mitglied, bzw. stellvertretendes Mitglied dem Ausschuss der Regionen der Europäischen Union an. Er zog stets über ein Direktmandat im Wahlkreis Main-Tauber in den Landtag ein.
Von 2005 bis 2011 war er Bezirksvorsitzender der CDU Nordwürttemberg. Zwischen 2004 und Mai 2011 begleitete Reinhart als Wirtschafts- und Finanzexperte zahlreiche Gremien: Die MFG Medien- und Filmgesellschaft BW mbH, die Flughafen Stuttgart GmbH sowie der Staatlichen Toto-Lotto GmbH Baden-Württemberg jeweils als Aufsichtsratsvorsitzender, die Baden-Württembergische Bank, die Landesstiftung Baden-Württemberg gGmbH jeweils als Aufsichtsratsmitglied, die LBBW Landesbank Baden-Württemberg, den Südwestrundfunk jeweils als Verwaltungsratsmitglied. 

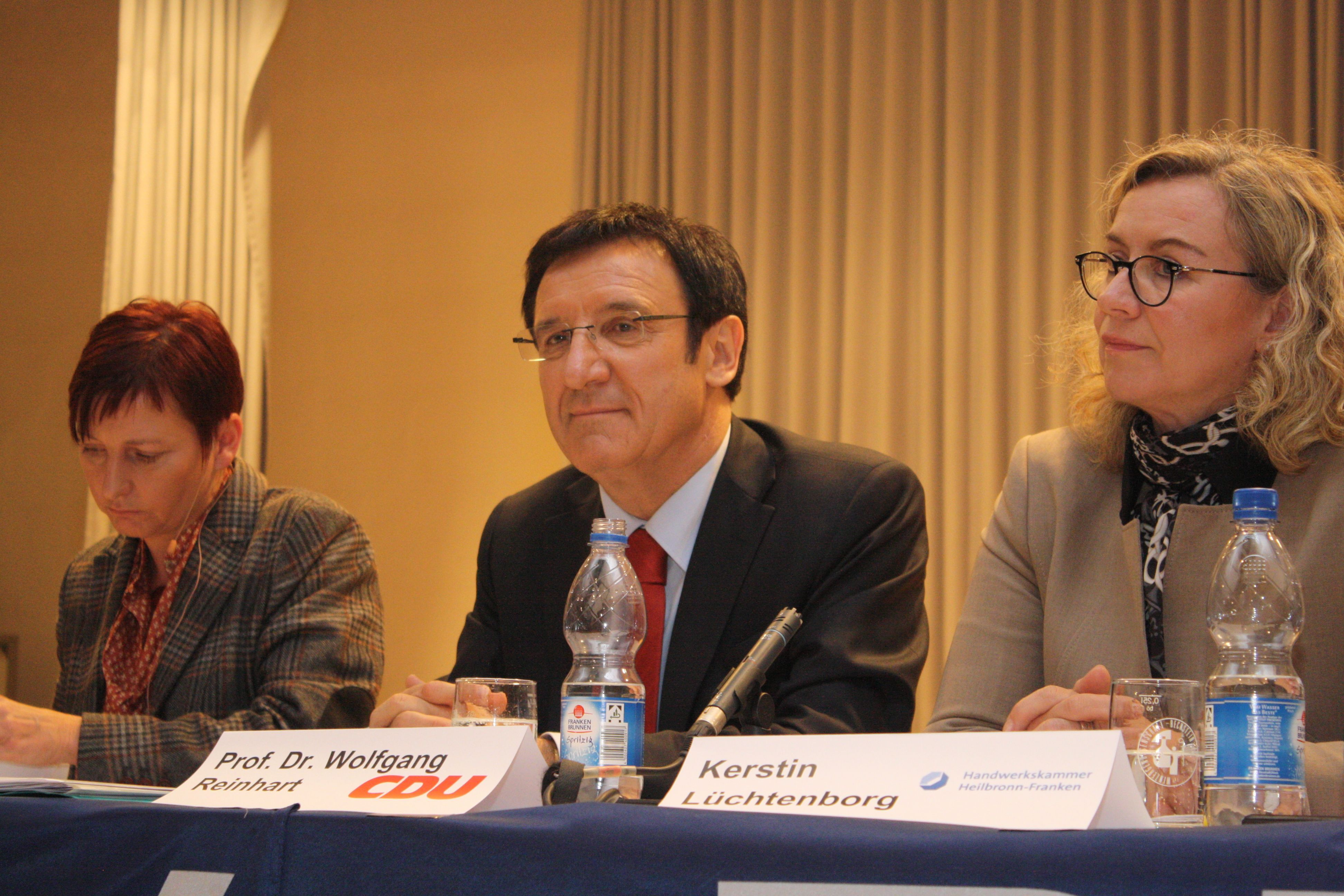
Wolfgang Reinhart auf einer Podiumsdiskussion zur Zukunft der Bildung im Main-Tauber-Kreis (2012)

Aktuell ist Reinhart Präsidiumsmitglied der Oskar-Patzelt-Stiftung und Aufsichtsrat der Volksbank Main-Tauber eG. Reinhart ist Vorsitzender des Verwaltungsrats der Kurverwaltung Bad Mergentheim und Präsident der Gesellschaft zur Förderung des Fechtsports in Tauberbischofsheim. Seit Mai 2016 gehörte Reinhart bis August 2021 dem Aufsichtsrat der Baden-Württemberg Stiftung gGmbH und dem Aufsichtsrat der L-Bank an. 
Reinhart ist als Wirtschaftsanwalt Mitbegründer der Anwaltskanzlei Reinhart Kober Großkinsky mit heute insgesamt elf Rechtsanwälten und 45 Mitarbeitern. Seit Juni 2011 ist Reinhart wieder mit Lehrauftrag als Honorarprofessor an der Hochschule Heilbronn tätig. Beim Bundesverband Mittelständische Wirtschaft (BVMW) war Reinhart von Dezember 2014 bis Januar 2016 als „Bundesgeschäftsführer Politik“ tätig. Dieses Amt gab er wie vorgesehen mit Beginn des Wahlkampfes zur Landtagswahl 2016 ab. 
Mit Beginn der Legislaturperiode des 16. Landtags wurde Reinhart im Mai 2016 von der seitdem zweitgrößten Fraktion im Landtag, der CDU-Landtagsfraktion, zum Vorsitzenden gewählt. Bei der internen Wahl setzte er sich dabei mehrheitlich gegen Willi Stächele durch. Die CDU-Fraktion stellt gemeinsam mit der Fraktion von Bündnis 90/Die Grünen die Regierungskoalition im Landtag von Baden-Württemberg. Reinhart gehörte durch seine Funktion als CDU-Fraktionsvorsitzender dem Landesvorstand der CDU Baden-Württemberg an und saß zudem im Präsidium des Landtags von Baden-Württemberg. Ferner ist Reinhart im politischen Beirat (BVMW) tätig. 
In der konstituierenden Sitzung des 17. Landtags wurde er zum Vizepräsidenten des Landtags gewählt.
Reinhart ist verheiratet und hat zwei Kinder. Er lebt mit seiner Familie in Tauberbischofsheim. Er ist katholischer Konfession.

## Schriften
- Gewaltenteilung im Staats- und Kommunalverfassungsrecht: Eine Untersuchung über funktionelle, personelle und vertikale Gewaltenteilung, insbesondere im Rahmen kommunaler Selbstverwaltung. Universität Mannheim, Mannheim 1984. (Dissertation)
- Deutschland, beweg dich! Die Spätzle-Botschaft als Plädoyer für mehr Freiheit und Zusammenarbeit. Hohenheim, Stuttgart; Leipzig 2005, ISBN 3-89850-138-8.
- Traubenweise: Warum die Wahrheit im Wein liegt. Gorus Media GmbH, Moos 2021, ISBN 978-3-98617-001-1.
- Ich bleib´dann mal da...: Von selbstbestimmter Lebensarbeitszeit. Frankfurter Allgemeine Buch, Frankfurt am Main 2023, ISBN 978-3-96251-166-1.